# Brigada Militar do Rio Grande do Sul
A Brigada Militar do Rio Grande do Sul (BMRS), ou simplesmente Brigada Militar (BM), é a força de segurança pública que têm por função o policiamento ostensivo. No âmbito jurídico, a BMRS enquadra-se como polícia militar nos termos do artigo 42 da Constituição Federal de 1988. Os brigadianos, portanto, são considerados militares do Estado do Rio Grande do Sul. 
Originalmente, a Brigada Militar serviu como um exército estadual antes de se tornar exclusivamente uma força policial, mas diferentemente de outros estados brasileiros, o Rio Grande do Sul manteve seu nome original, sendo a única polícia militar do Brasil a não utilizar tal nome.

## Breve histórico de criação das polícias militares do Brasil[4]
O surgimento das policias militares brasileiras, deu-se  em Minas Gerais, onde já havia uma estrutura de força militar com funções semelhantes às de policiamento e controle social desde o período colonial. Em 1775, uma reorganização militar na capitania, com a criação do Regimento Regular de Cavalaria de Minas (RRCM), que é a célula Mater da Polícia Militar de Minas Gerias (PMMG),  resultou na substituição dos antigos terços por corpos auxiliares organizados em regimentos. Esse novo corpo atuava em atividades internas como patrulhamento e repressão, sendo empregado principalmente na proteção do escoamento do ouro pelas estradas reais até o litoral brasileiro e na preservação da ordem pública na capitania de Minas Gerais. Assim, marcando essa organização militar como uma das mais antigas expressões de força policial estruturada no Brasil . A legislação imperial registra, ainda, a criação de outros corpos policiais nas províncias, como em 1809 no Rio de Janeiro, 1818 no Pará, em 1820 no Maranhão, em 1825 na Bahia, em Pernambuco, e em 1834 no Espírito Santo.

## História

### Revolução Farroupilha e a criação
Durante a revolução farroupilha, o estado do Rio Grande do Sul encontrava-se com uma situação caótica tendo em vista que a segurança interna não era prioridade mediante a guerra no qual o estado estava enfrentando. Assim o exército imperial, não tinha como foco principal o cuidado com a população gaúcha e sim com o conflito armado nacional.
Assim em 18 de novembro de 1837 o presidente da então província, Antonio Elzeário de Miranda e Britto acabou por criar a Força Policial da Província, com o efetivo de 363 soldados com as atribuições de auxiliar na justiça, manter a ordem e a segurança pública na capital, nos subúrbios e nas comarcas. Assim em 05 de maio de 1841 foi efetivada a força policial do Rio Grande do Sul. Inicialmente não participaram do conflito, apenas tinham como objetivo manter a ordem interna.

### Guerra do Paraguai
Durante a guerra do Paraguai, onde o Rio Grande do Sul teve grandes ataques por conta das fronteiras entre os países beligerantes Paraguai e Argentina a força policial inicialmente foi utilizada com a ideia de manter a ordem principalmente em locais que possivelmente poderiam receber ataques do exterior.
Porem após maio de 1864, prevendo ataques mais duros contra o país, foi expressa a seguinte solicitação: "todas as providências para a sustentação, no exterior, da honra e da integridade do Império". Assim foram enviados soldados da Brigada Militar de maneira voluntária se juntaram ao Exército Imperial Brasileiro, seguiram diversos caminhos, entre ir ao interior para invasões a defender o território nacional como em Uruguaiana, por exemplo.

### Revolta dos Muckers
Em 1874 a força policial foi enviada a Sapiranga para conter um culto religioso apelidado como Muckers (que significava falso santo, em português), orientada pelo casal Jacobina Mentz Maurer e João Jorge Maurer. Na época, os moradores acreditavam que Jacobina possuía o dom de diagnosticar doenças e curar os enfermos com o uso de plantas e chás. Assim, a residência do casal passou a ser um local de curas e de culto, onde Jacobina, afirmando ser uma reencarnação de Jesus Cristo, reunia centenas de pessoas, com o objetivo de evangelizá-las.
Com a suspeita de um possível levante por parte dos Muckers, a força policial enviou 100 homens para a cidade de Sapiranga para conter o avanço do culto, com pouco treinamento, dos 100 soldados enviados, 39 tombaram contra seis homens dos Muckers. Logo após um ataque reforçado foi efetuado assim conseguindo matar o Coronel Mucker Sampaio e Jacobina Mentz Maurer, e apreenderam diversos outros seguidores revoltosos.

### Revolução Federalista

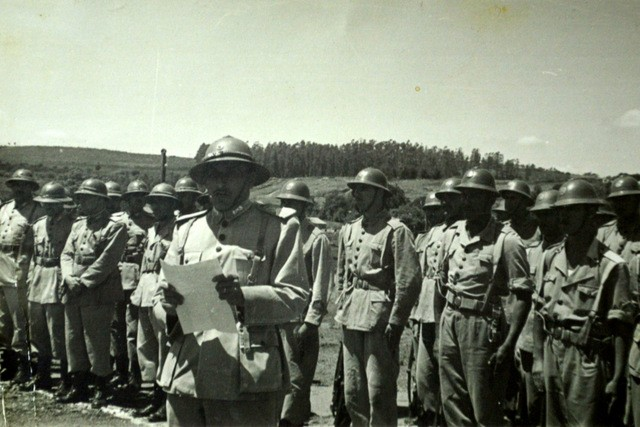
Soldados prestam sua homenagem ao Coronel Pillar no pós conflito

Em 9 de fevereiro de 1893, eclodiu no Rio Grande do Sul a Revolução Federalista, entre chimangos, aliados a Júlio de Castilhos, e maragatos que eram federalistas. A Brigada Militar entrou em apoio aos chimangos, que além de ser a maioria, havia também armamentos como metralhadoras que assustavam os federalistas.
A participação da Brigada Militar foi intensa, ao longo da Revolução Federalista. Em 1893, combateu em Inhanduí, Upamototi, Restinga, Piraí, Serrilhada, Cerro Chato, Rio Grande, Mariano Pinto, Mato Castelhano, Mato Português e Rio Negro. No ano seguinte, tomou parte do Cerco de Bagé, além de ter combatido no quilômetro 34 da estrada São Francisco de Paula-Taquara, Rio Pelotas, Campo do Meio, Passo Fundo, Carovi, Capão das Laranjeiras e Traíras. Finalmente, no último ano da Revolução, participou das ações bélicas em Campo Osório.
Mesmo com diversas baixas, sendo a mais importante a do Coronel Pillar, um dos coronéis comandantes das tropas da Brigada Militar, os governistas saíram vitoriosos das sangrentas batalhas travadas por todo o sul do país.

### Gripe Espanhola

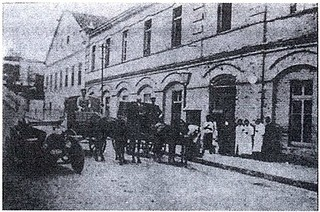
1º BPM durante a Gripe Espanhola

No ano de 1918, a influenza hespanhola, popularmente conhecida como gripe espanhola, chegou ao estado do Rio Grande do Sul, juntamente chegou a notícia da grande taxa de mortalidade desta doença e a devastação que estava ocorrendo na Europa. Assim para conter o avanço no estado e no país, a Brigada Militar que em 1907 (11 anos antes) havia aberto sua primeira enfermaria e hospital, foi responsabilizada pela gestão da crise.
Mesmo com o esforço dos militares, a influenza acabou gerando um alto número de mortes e trouxe miséria a cidade de Porto Alegre. Para tentar conter a epidemia, várias medidas foram adotadas pelo Governo do Estado. Nessa ocasião, além de fornecer oficiais para exercer a função de inspetores dos quarteirões sanitários da capital, a ajuda da força policial foi essencial para conter o avanço da pandemia para o resto do estado.

### Revolução Assisista

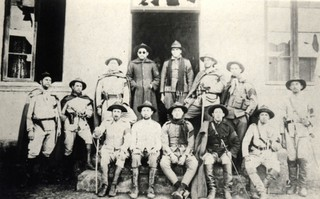
Batalhão da Brigada Militar logo após o cerco de Passo Fundo

Em 1920, Borges de Medeiros anunciou a sua candidatura e, diante da possibilidade de reeleição para o seu quinto mandato, uma aliança formada pelos opositores do governo lançou a candidatura de Assis Brasil. Com a vitória de Borges de Medeiros, a oposição alegou fraude nas eleições. Foi realizado novo escrutínio e o resultado persistiu, suscitando o início da Revolução Assisista, também chamada de Movimento Libertador. Em seu principal conflito armado na revolução a Brigada Militar lutou no cerco de Passo Fundo e garantiu a continuidade da democracia em solo estadual, em contra partida, para evitarem-se novos confrontos, foi definida uma proibição de mais uma reeleição de Borges de Medeiros.

### Revolução de 1924

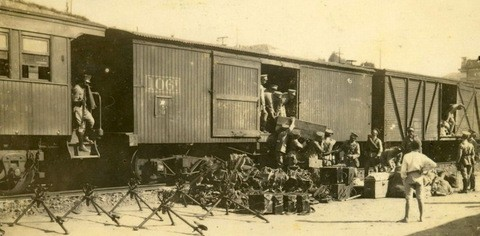
Brigada Militar desembarca em São Paulo

Em 1924, o movimento, deflagrado no dia 5 de julho, reuniu elementos amotinados do Exército e da Força Pública Paulista, que queriam depor o presidente Arthur Bernardes e estabelecer um governo  provisório que convocasse outra assembleia para redigir uma nova Constituição. Em poucos dias a capital do estado de São Paulo foi ocupada pelos revoltosos, assim o ministro da guerra ordenou que bairros com acúmulos de revoltosos fossem bombardeados, e assim foi feito, houve o bombardeamento de diversos bairros de São Paulo matando diversos civis, principalmente em bairros pobres..
Revoltados com os bombardeamentos das comunidades pobres, a população começou a apoiar os militares e os motins cresceram exponencialmente. Assim Arthur Bernanrdes vendo o sucesso da Brigada Militar em 1923 solicitou o apoio da força gaúcha em São Paulo para dispersar os amotinados. No total, 3 batalhões foram enviados para São Paulo, eram eles o 1º e 3º Batalhões de Infantaria e uma Companhia de Metralhadoras Pesadas totalizando 1.106 homens da Brigada Militar lutando em São Paulo. Na ocasião, saíram vitoriosos auxiliando as forças legalistas que estavam tentando reocupar a cidade.

### Revolução de 1930
Com o início da Revolução de 3 de outubro de 1930, simultaneamente, em vários pontos da República, a Brigada Militar recebeu a incumbência de conter os principais núcleos de resistência, em diversos pontos de Porto Alegre. Em seguida, algumas unidades da Corporação participaram de pequenos combates na capital gaúcha, Livramento e Rio Grande; na garganta da Serra de Anitápolis e na estação Herval, em Santa Catarina; nas estações Afonso Camargo e Catiguá, no Paraná; e em Itararé, em São Paulo. Além disso, 552 homens do 1º Batalhão de Infantaria seguiram para o Rio de Janeiro a fim de cooperar com a manutenção da ordem, enquanto um esquadrão da Escolta Presidencial acompanhou a comitiva de Getúlio Vargas até a capital federal e, depois de sua posse, permaneceu fazendo a guarda do Palácio do Catete.

### Revolução de 1932
Em 1932 os paulistas esperavam a convocação de eleições, mas dois anos se passaram e o governo provisório se mantinha. Diante disso, os fazendeiros paulistas, que tinham perdido o poder e eram os mais insatisfeitos, deram início a uma forte oposição ao governo Vargas, com o apoio de estudantes universitários, comerciários e profissionais liberais. Enquanto o movimento ganhava apoio popular, o governo provisório mobilizou aproximadamente 35 mil homens de diversas forças armadas (como o exército e policias militares). A Brigada Militar integrou a frente Sul, com 2.393 homens, ao lado das polícias de Santa Catarina e Paraná.
Em São Paulo, as tropas da frente sul participaram do combate em Buri, onde o tenente-coronel Apparício Gonçalves Borges, comandante do 1º BI, que acabou falecendo em combate. Assim o comando passou a ser efetuado pelo major Camillo Diogo Duarte que recebeu um bilhete vindo da Vanguarda das Forças Ordinárias do Sul, da qual o 1º BI fazia parte, onde dizia:
| “ | O elemento férreo parece não estar mais somente no território, mas nas veias de cada combatente (...) que vive nas linhas, morre nos trilhos e é sepultado ao lado deles. É um batalhão de homens de ferro, verdadeiros heróis que seria longo enumerar. | ” |

Assim até os dias de hoje, o 1º Batalhão de Polícia Militar (antigo 1º BI) é chamado de Batalhão de Ferro.

### Inundações de 1941
Na primeira quinzena de maio de 1941, Porto Alegre vivenciou uma de suas mais graves inundações provocadas pela elevação das águas do Lago Guaíba, que alagou o Centro da cidade e diversos bairros. Consequentemente, a brigada militar iniciou o serviço de socorro aos desabrigado e vitimas, salvando pessoas, animais e parte dos bens dos moradores dos bairros São João e Cristal. Naquele ano, a chuva começou na Quinta-Feira Santa, dia 10 de abril, e choveu por três semanas seguidas. O Guaíba atingiu o ponto máximo de 4,75 metros acima do nível normal em 8 de maio, deixando 70 mil vitimas entre desabrigados e feridos e duzentas pessoas morreram.

### Campanha da Legalidade e ditadura militar (1964-1985)
A campanha da legalidade foi marca pela percepção de um golpe militar que estaria por vir, com a renuncia do presidente Janio Quadros, e com o veto dos militares à posse do Vice-Presidente João Goulart, acabou por levar ao governador do Rio Grande do Sul, Leonel Brizola a iniciar uma oposição a qualquer tipo de golpe militar. Assim ficou aquartelado no palácio do piratini com o apoio de diversas forças de segurança, entre elas: parte do exército brasileiro revoltoso com a decisão vinda de Guanabara, a brigada militar, a guarda municipal de porto alegre e civis que foram armados defender a vida de Leonel Brizola.
Mesmo com uma grande mobilização, não ocorreram grandes conflitos, e finalmente em 1964 o golpe de estado que ocorreu no ano acabou com as expectativas de continuação de uma resistência dos estados do sul do país. A brigada militar, policia militar do Paraná e policia militar de Santa Catarina, foram as únicas forças policiais estaduais voluntariamente contrárias ao golpe militar de 1964.
Consolidada a Ditadura Militar, entretanto, a BM integrou, como quadro auxiliar do Exército, o aparelho de repressão política e policial do período.

### Pandemia de COVID-19
Durante a pandemia da COVID-19 a Brigada Militar teve um papel no combate a transmissão do vírus, assim atuando no auxilio em:
- Segurança dos postos de vacinação das vacinas contra a COVID-19;
- Dispersão de aglomerações principalmente nos bairros boêmios da capital gaúcha, Cidade Baixa e Moinhos de Vento;
- Ajuda na segurança de hospitais e na fiscalização de bares e restaurantes.
- Auxilio em hospitais militares á vitimas da doença.

## Estrutura

### Comando Geral
O Comando Geral da Brigada Militar está dividido em três principais escritórios, sendo eles:
- Comandante-Geral (CMT-G) - Coronel CLÁUDIO DOS SANTOS FEOLI

- Subcomandante-Geral (SCMT-G) Coronel DOUGLAS DA ROSA SOARES

- Chefe de Estado-Maior da Brigada Militar (ChEMBM) - Coronel ROGÉRIO STUMPF PEREIRA

O organograma do Comando Geral da Brigada Militar funciona da seguinte maneira:
|  |  |                                                                        |                                                                        |                                                                        |                                                                        |                                                                        |                                                                        | Governador do Rio Grande do Sul Eduardo Leite (2019-atual)          |  |  |  |  |  |  |  |                                                                           |                                                                           |                                                                           |                                                                           |                                                                           |                                                                           |  |  |  |  |  |  |  |  |  |  |  |  |
|  |  |                                                                        |                                                                        |                                                                        |                                                                        |                                                                        |                                                                        |                                                                     |  |  |  |  |  |  |  |                                                                           |                                                                           |                                                                           |                                                                           |                                                                           |                                                                           |  |  |  |  |  |  |  |  |  |  |  |  |
|  |  |                                                                        |                                                                        |                                                                        |                                                                        |                                                                        |                                                                        | Comandante Geral (CMT-G) Cel. Cláudio dos Santos Feoli (2021-atual) |  |  |  |  |  |  |  |                                                                           |                                                                           |                                                                           |                                                                           |                                                                           |                                                                           |  |  |  |  |  |  |  |  |  |  |  |  |
|  |  |                                                                        |                                                                        |                                                                        |                                                                        |                                                                        |                                                                        |                                                                     |  |  |  |  |  |  |  |                                                                           |                                                                           |                                                                           |                                                                           |                                                                           |                                                                           |  |  |  |  |  |  |  |  |  |  |  |  |
|  |  |                                                                        |                                                                        |                                                                        |                                                                        |                                                                        |                                                                        |                                                                     |  |  |  |  |  |  |  |                                                                           |                                                                           |                                                                           |                                                                           |                                                                           |                                                                           |  |  |  |  |  |  |  |  |  |  |  |  |
|  |  | Sub-Comandante Geral (SCMT-G) Cel. Douglas da Rosa Soares (2021-atual) | Sub-Comandante Geral (SCMT-G) Cel. Douglas da Rosa Soares (2021-atual) | Sub-Comandante Geral (SCMT-G) Cel. Douglas da Rosa Soares (2021-atual) | Sub-Comandante Geral (SCMT-G) Cel. Douglas da Rosa Soares (2021-atual) | Sub-Comandante Geral (SCMT-G) Cel. Douglas da Rosa Soares (2021-atual) | Sub-Comandante Geral (SCMT-G) Cel. Douglas da Rosa Soares (2021-atual) |                                                                     |  |  |  |  |  |  |  | Estado-Maior da Brigada Militar (ChEMBM) Cel. Rogerio Stumpf (2021-atual) | Estado-Maior da Brigada Militar (ChEMBM) Cel. Rogerio Stumpf (2021-atual) | Estado-Maior da Brigada Militar (ChEMBM) Cel. Rogerio Stumpf (2021-atual) | Estado-Maior da Brigada Militar (ChEMBM) Cel. Rogerio Stumpf (2021-atual) | Estado-Maior da Brigada Militar (ChEMBM) Cel. Rogerio Stumpf (2021-atual) | Estado-Maior da Brigada Militar (ChEMBM) Cel. Rogerio Stumpf (2021-atual) |  |  |  |  |  |  |  |  |  |  |  |  |
|  |  | Sub-Comandante Geral (SCMT-G) Cel. Douglas da Rosa Soares (2021-atual) | Sub-Comandante Geral (SCMT-G) Cel. Douglas da Rosa Soares (2021-atual) | Sub-Comandante Geral (SCMT-G) Cel. Douglas da Rosa Soares (2021-atual) | Sub-Comandante Geral (SCMT-G) Cel. Douglas da Rosa Soares (2021-atual) | Sub-Comandante Geral (SCMT-G) Cel. Douglas da Rosa Soares (2021-atual) | Sub-Comandante Geral (SCMT-G) Cel. Douglas da Rosa Soares (2021-atual) |                                                                     |  |  |  |  |  |  |  | Estado-Maior da Brigada Militar (ChEMBM) Cel. Rogerio Stumpf (2021-atual) | Estado-Maior da Brigada Militar (ChEMBM) Cel. Rogerio Stumpf (2021-atual) | Estado-Maior da Brigada Militar (ChEMBM) Cel. Rogerio Stumpf (2021-atual) | Estado-Maior da Brigada Militar (ChEMBM) Cel. Rogerio Stumpf (2021-atual) | Estado-Maior da Brigada Militar (ChEMBM) Cel. Rogerio Stumpf (2021-atual) | Estado-Maior da Brigada Militar (ChEMBM) Cel. Rogerio Stumpf (2021-atual) |  |  |  |  |  |  |  |  |  |  |  |  |
|  |  | Batalhões de ações ostensivas (Operações Especiais, Rondas...)         | Batalhões de ações ostensivas (Operações Especiais, Rondas...)         | Batalhões de ações ostensivas (Operações Especiais, Rondas...)         | Batalhões de ações ostensivas (Operações Especiais, Rondas...)         | Batalhões de ações ostensivas (Operações Especiais, Rondas...)         | Batalhões de ações ostensivas (Operações Especiais, Rondas...)         |                                                                     |  |  |  |  |  |  |  | Operações administrativas (Saúde, Educação, Informática...)               | Operações administrativas (Saúde, Educação, Informática...)               | Operações administrativas (Saúde, Educação, Informática...)               | Operações administrativas (Saúde, Educação, Informática...)               | Operações administrativas (Saúde, Educação, Informática...)               | Operações administrativas (Saúde, Educação, Informática...)               |  |  |  |  |  |  |  |  |  |  |  |  |

### Subordinados ao Subcomandante-geral
| Órgão                                            | Sigla | Localização no Mapa                                                        | Batalhão Principal                    | Objetivos                                                   | Ref.   |
| ------------------------------------------------ | ----- | -------------------------------------------------------------------------- | ------------------------------------- | ----------------------------------------------------------- | ------ |
| Batalhão de Polícia Fazendária                   | BPFaz | Brigada Militar do Rio Grande do Sul está localizado em: Rio Grande do Sul | São João, Porto Alegre                | Auxilio á receita estadual em operações de origem monetária | [ 19 ] |
| Batalhão de Operações Policiais Especiais        | BOPE  | Brigada Militar do Rio Grande do Sul está localizado em: Rio Grande do Sul | Partenon, Porto Alegre                | Auxilio em operações especiais com alta periculosidade      | [ 20 ] |
| Batalhão de Aviação da Brigada Militar           | BAvBM | Brigada Militar do Rio Grande do Sul está localizado em: Rio Grande do Sul | Aeroporto Salgado Filho, Porto Alegre | Cuidado, manutenção e utilização de aeronaves da corporação | [ 21 ] |
| Grupamento de Supervisão de Vigilância e Guardas | GSVG  | Brigada Militar do Rio Grande do Sul está localizado em: Rio Grande do Sul | Menino Deus, Porto Alegre             | Regulamentação e auxilio á empresas de segurança privada    | [ 22 ] |
| Batalhão de Polícia de Guarda                    | BPG   | Brigada Militar do Rio Grande do Sul está localizado em: Rio Grande do Sul | Partenon, Porto Alegre                | Auxilio na segurança externa de presídios                   | [ 23 ] |

| Órgão                                     | Sigla | Localização no Mapa                                                        | Batalhão Principal         | Objetivos                                                                             | Ref.   |
| ----------------------------------------- | ----- | -------------------------------------------------------------------------- | -------------------------- | ------------------------------------------------------------------------------------- | ------ |
| 1º Batalhão Rodoviário Da Brigada Militar | 1BRBM | Brigada Militar do Rio Grande do Sul está localizado em: Rio Grande do Sul | Partenon, Porto Alegre     | Proteção rodoviária limitando-se as estradas estaduais (as quais a PRF não fiscaliza) | [ 24 ] |
| 2º Batalhão Rodoviário da Brigada Militar | 2BRBM | Brigada Militar do Rio Grande do Sul está localizado em: Rio Grande do Sul | Cachoeira do Sul           | Proteção rodoviária limitando-se as estradas estaduais (as quais a PRF não fiscaliza) | [ 25 ] |
| 3º Batalhão Rodoviário da Brigada Militar | 3BRBM | Brigada Militar do Rio Grande do Sul está localizado em: Rio Grande do Sul | Fenavinho, Bento Gonçalves | Proteção rodoviária limitando-se as estradas estaduais (as quais a PRF não fiscaliza) | [ 26 ] |

| Órgão                                             | Sigla  | Localização no Mapa                                                        | Batalhão Principal            | Objetivos                                                                       | Ref.   |
| ------------------------------------------------- | ------ | -------------------------------------------------------------------------- | ----------------------------- | ------------------------------------------------------------------------------- | ------ |
| 1° Batalhão de Polícia de Choque de Porto Alegre  | 1BPChq | Brigada Militar do Rio Grande do Sul está localizado em: Rio Grande do Sul | Aparicio Borges, Porto Alegre | Controle de multidões, segurança em manifestações e ações de controle de massa. | [ 27 ] |
| 2° Batalhão de Polícia de Choque de Santa Maria   | 2BPChq | Brigada Militar do Rio Grande do Sul está localizado em: Rio Grande do Sul | Noal, Santa Maria             | Controle de multidões, segurança em manifestações e ações de controle de massa. | [ 28 ] |
| 3° Batalhão de Polícia de Choque de Passo Fundo   | 3BPChq | Brigada Militar do Rio Grande do Sul está localizado em: Rio Grande do Sul | Centro, Passo Fundo           | Controle de multidões, segurança em manifestações e ações de controle de massa. | [ 29 ] |
| 4° Batalhão de Polícia de Choque de Caxias do Sul | 4BPChq | Brigada Militar do Rio Grande do Sul está localizado em: Rio Grande do Sul | São José, Caxias do Sul       | Controle de multidões, segurança em manifestações e ações de controle de massa. | [ 30 ] |
| 5° Batalhão de Polícia de Choque de Pelotas       | 5BPChq | Brigada Militar do Rio Grande do Sul está localizado em: Rio Grande do Sul | Centro, Pelotas               | Controle de multidões, segurança em manifestações e ações de controle de massa. | [ 31 ] |
| 6° Batalhão de Polícia de Choque de Uruguaiana    | 6BPChq | Brigada Militar do Rio Grande do Sul está localizado em: Rio Grande do Sul | Ipiranga, Uruguaiana          | Controle de multidões, segurança em manifestações e ações de controle de massa. | [ 32 ] |

| Órgão                           | Sigla  | Mapa                                                                       | Batalhão Principal            | Objetivos                                                                 | Ref.   |
| ------------------------------- | ------ | -------------------------------------------------------------------------- | ----------------------------- | ------------------------------------------------------------------------- | ------ |
| 1º Batalhão de Polícia Militar  | 1BPM   | Brigada Militar do Rio Grande do Sul está localizado em: Rio Grande do Sul | Aparicio Borges, Porto Alegre | Rondas ostensivas e preventivas com veículos (carros, motos e bicicletas) | [ 33 ] |
| 9º Batalhão de Polícia Militar  | 9BPM   | Brigada Militar do Rio Grande do Sul está localizado em: Rio Grande do Sul | Cidade Baixa, Porto Alegre    | Rondas ostensivas e preventivas com veículos (carros, motos e bicicletas) | [ 33 ] |
| 11º Batalhão de Polícia Militar | 11BPM  | Brigada Militar do Rio Grande do Sul está localizado em: Rio Grande do Sul | Passo D' Areia, Porto Alegre  | Rondas ostensivas e preventivas com veículos (carros, motos e bicicletas) | [ 33 ] |
| 19º Batalhão de Polícia Militar | 19BPM  | Brigada Militar do Rio Grande do Sul está localizado em: Rio Grande do Sul | Partenon, Porto Alegre        | Rondas ostensivas e preventivas com veículos (carros, motos e bicicletas) | [ 33 ] |
| 20º Batalhão de Polícia Militar | 20BPM  | Brigada Militar do Rio Grande do Sul está localizado em: Rio Grande do Sul | São Sebastião, Porto Alegre   | Rondas ostensivas e preventivas com veículos (carros, motos e bicicletas) | [ 33 ] |
| 21º Batalhão de Polícia Militar | 21BPM  | Brigada Militar do Rio Grande do Sul está localizado em: Rio Grande do Sul | Restinga, Porto Alegre        | Rondas ostensivas e preventivas com veículos (carros, motos e bicicletas) | [ 33 ] |
| 4º Regimento de Polícia Montada | 4RPMon | Brigada Militar do Rio Grande do Sul está localizado em: Rio Grande do Sul | Partenon, Porto Alegre        | Rondas ostensivas e preventivas montadas a cavalo (cavalaria)             | [ 33 ] |

| Órgão                           | Sigla | Mapa                                                                       | Batalhão Principal      | Objetivos                                                                 | Ref.   |
| ------------------------------- | ----- | -------------------------------------------------------------------------- | ----------------------- | ------------------------------------------------------------------------- | ------ |
| 15º Batalhão de Polícia Militar | 15BPM | Brigada Militar do Rio Grande do Sul está localizado em: Rio Grande do Sul | Estância Velha, Canoas  | Rondas ostensivas e preventivas com veículos (carros, motos e bicicletas) | [ 34 ] |
| 17º Batalhão de Polícia Militar | 17BPM | Brigada Militar do Rio Grande do Sul está localizado em: Rio Grande do Sul | Centro, Gravataí        | Rondas ostensivas e preventivas com veículos (carros, motos e bicicletas) | [ 34 ] |
| 18º Batalhão de Polícia Militar | 18BPM | Brigada Militar do Rio Grande do Sul está localizado em: Rio Grande do Sul | Cecília, Viamão         | Rondas ostensivas e preventivas com veículos (carros, motos e bicicletas) | [ 34 ] |
| 24º Batalhão de Polícia Militar | 24BPM | Brigada Militar do Rio Grande do Sul está localizado em: Rio Grande do Sul | Maringa, Alvorada       | Rondas ostensivas e preventivas com veículos (carros, motos e bicicletas) | [ 34 ] |
| 26º Batalhão de Polícia Militar | 26BPM | Brigada Militar do Rio Grande do Sul está localizado em: Rio Grande do Sul | Cachoeirinha            | Rondas ostensivas e preventivas com veículos (carros, motos e bicicletas) | [ 34 ] |
| 33º Batalhão de Polícia Militar | 33BPM | Brigada Militar do Rio Grande do Sul está localizado em: Rio Grande do Sul | Centro, Sapucaia do Sul | Rondas ostensivas e preventivas com veículos (carros, motos e bicicletas) | [ 34 ] |
| 34º Batalhão de Polícia Militar | 34BPM | Brigada Militar do Rio Grande do Sul está localizado em: Rio Grande do Sul | Centro, Esteio          | Rondas ostensivas e preventivas com veículos (carros, motos e bicicletas) | [ 34 ] |

| Órgão                           | Sigla | Mapa                                                                       | Batalhão Principal    | Objetivos                                                                 | Ref.   |
| ------------------------------- | ----- | -------------------------------------------------------------------------- | --------------------- | ------------------------------------------------------------------------- | ------ |
| 28º Batalhão de Polícia Militar | 28BPM | Brigada Militar do Rio Grande do Sul está localizado em: Rio Grande do Sul | Centro, Minas do Leão | Rondas ostensivas e preventivas com veículos (carros, motos e bicicletas) | [ 35 ] |
| 31º Batalhão de Polícia Militar | 31BPM | Brigada Militar do Rio Grande do Sul está localizado em: Rio Grande do Sul | Guaíba                | Rondas ostensivas e preventivas com veículos (carros, motos e bicicletas) | [ 35 ] |

| Órgão                           | Sigla  | Mapa                                                                       | Batalhão Principal                 | Objetivos                                                                 | Ref.   |
| ------------------------------- | ------ | -------------------------------------------------------------------------- | ---------------------------------- | ------------------------------------------------------------------------- | ------ |
| 7º Regimento Polícia Montada    | 7RPMon | Brigada Militar do Rio Grande do Sul está localizado em: Rio Grande do Sul | Ortiz, Santo Ângelo                | Rondas ostensivas e preventivas montadas a cavalo (cavalaria)             | [ 36 ] |
| 14º Batalhão de Polícia Militar | 14BPM  | Brigada Militar do Rio Grande do Sul está localizado em: Rio Grande do Sul | Monsenhor Wolski, São Luiz Gonzaga | Rondas ostensivas e preventivas com veículos (carros, motos e bicicletas) | [ 36 ] |
| 29º Batalhão de Polícia Militar | 29BPM  | Brigada Militar do Rio Grande do Sul está localizado em: Rio Grande do Sul | Morada do Sol, Ijuí                | Rondas ostensivas e preventivas com veículos (carros, motos e bicicletas) | [ 36 ] |

| Órgão                        | Sigla  | Mapa                                                                       | Batalhão Principal        | Objetivos                                                     | Ref.   |
| ---------------------------- | ------ | -------------------------------------------------------------------------- | ------------------------- | ------------------------------------------------------------- | ------ |
| 1º Regimento Polícia Montada | 1RPMon | Brigada Militar do Rio Grande do Sul está localizado em: Rio Grande do Sul | Nova Palma, Santa Maria   | Rondas ostensivas e preventivas montadas a cavalo (cavalaria) | [ 37 ] |
| 5º Regimento Polícia Montada | 5RPMon | Brigada Militar do Rio Grande do Sul está localizado em: Rio Grande do Sul | Monsenhor Assis, Santiago | Rondas ostensivas e preventivas montadas a cavalo (cavalaria) | [ 37 ] |

| Órgão                                       | Sigla | Mapa                                                                       | Batalhão Principal           | Objetivos                                                                 | Ref.   |
| ------------------------------------------- | ----- | -------------------------------------------------------------------------- | ---------------------------- | ------------------------------------------------------------------------- | ------ |
| 4º Batalhão de Polícia de Área de Fronteira | 4BPAF | Brigada Militar do Rio Grande do Sul está localizado em: Rio Grande do Sul | Alecrim                      | Auxilio no controle fronteiriço e na entrada e saída do estado            | [ 38 ] |
| 7º Batalhão de Polícia Militar              | 7BPM  | Brigada Militar do Rio Grande do Sul está localizado em: Rio Grande do Sul | Centro, Três Passos          | Rondas ostensivas e preventivas com veículos (carros, motos e bicicletas) | [ 38 ] |
| 37º Batalhão de Polícia Militar             | 37BPM | Brigada Militar do Rio Grande do Sul está localizado em: Rio Grande do Sul | Centro, Frederico Westphalen | Rondas ostensivas e preventivas com veículos (carros, motos e bicicletas) | [ 38 ] |

| Órgão                                       | Sigla  | Mapa                                                                       | Batalhão Principal    | Objetivos                                                      | Ref.   |
| ------------------------------------------- | ------ | -------------------------------------------------------------------------- | --------------------- | -------------------------------------------------------------- | ------ |
| 1º Batalhão de Polícia de Área de Fronteira | 1BPAF  | Brigada Militar do Rio Grande do Sul está localizado em: Rio Grande do Sul | Pelotas               | Auxilio no controle fronteiriço e na entrada e saída do estado | [ 39 ] |
| 2º Batalhão de Polícia de Área de Fronteira | 1BPAF  | Brigada Militar do Rio Grande do Sul está localizado em: Rio Grande do Sul | São Borja             | Auxilio no controle fronteiriço e na entrada e saída do estado | [ 39 ] |
| 2º Regimento Polícia Montada                | 2RPMon | Brigada Militar do Rio Grande do Sul está localizado em: Rio Grande do Sul | Santana do Livramento | Rondas ostensivas e preventivas montadas a cavalo (cavalaria)  | [ 39 ] |
| 6º Regimento Polícia Montada                | 6RPMon | Brigada Militar do Rio Grande do Sul está localizado em: Rio Grande do Sul | Lavras do Sul         | Rondas ostensivas e preventivas montadas a cavalo (cavalaria)  | [ 39 ] |

| Órgão                          | Sigla | Mapa                                                                       | Batalhão Principal | Objetivos                                                                 | Ref.   |
| ------------------------------ | ----- | -------------------------------------------------------------------------- | ------------------ | ------------------------------------------------------------------------- | ------ |
| 8º Batalhão de Polícia Militar | 8BPM  | Brigada Militar do Rio Grande do Sul está localizado em: Rio Grande do Sul | Osório             | Rondas ostensivas e preventivas com veículos (carros, motos e bicicletas) | [ 40 ] |
| 2º Batalhão de Área Turística  | 2BPAT | Brigada Militar do Rio Grande do Sul está localizado em: Rio Grande do Sul | Capão da Canoa     | Rondas ostensivas e preventivas com veículos (carros, motos e bicicletas) | [ 40 ] |

| Órgão                           | Sigla  | Mapa                                                                       | Batalhão Principal         | Objetivos                                                                 | Ref.   |
| ------------------------------- | ------ | -------------------------------------------------------------------------- | -------------------------- | ------------------------------------------------------------------------- | ------ |
| 3º Regimento Polícia Montada    | 3RPMon | Brigada Militar do Rio Grande do Sul está localizado em: Rio Grande do Sul | Vila Cruzeiro, Passo Fundo | Rondas ostensivas e preventivas montadas a cavalo (cavalaria)             | [ 41 ] |
| 13º Batalhão de Polícia Militar | 13BPM  | Brigada Militar do Rio Grande do Sul está localizado em: Rio Grande do Sul | Centro, Erechim            | Rondas ostensivas e preventivas com veículos (carros, motos e bicicletas) | [ 41 ] |
| 38º Batalhão de Polícia Militar | 38BPM  | Brigada Militar do Rio Grande do Sul está localizado em: Rio Grande do Sul | Sommer, Carazinho          | Rondas ostensivas e preventivas com veículos (carros, motos e bicicletas) | [ 41 ] |

| Órgão                                    | Sigla | Mapa                                                                       | Batalhão Principal      | Objetivos                                                                 | Ref.   |
| ---------------------------------------- | ----- | -------------------------------------------------------------------------- | ----------------------- | ------------------------------------------------------------------------- | ------ |
| 10º Batalhão de Polícia Militar          | 10BPM | Brigada Militar do Rio Grande do Sul está localizado em: Rio Grande do Sul | Vacaria                 | Rondas ostensivas e preventivas com veículos (carros, motos e bicicletas) | [ 42 ] |
| 12º Batalhão de Polícia Militar          | 12BPM | Brigada Militar do Rio Grande do Sul está localizado em: Rio Grande do Sul | Kayser, Caxias do Sul   | Rondas ostensivas e preventivas com veículos (carros, motos e bicicletas) | [ 42 ] |
| 36º Batalhão de Polícia Militar          | 36BPM | Brigada Militar do Rio Grande do Sul está localizado em: Rio Grande do Sul | Pio X, Farroupilha      | Rondas ostensivas e preventivas com veículos (carros, motos e bicicletas) | [ 42 ] |
| 1º Batalhão de Polícia de Área Turística | 1BPAT | Brigada Militar do Rio Grande do Sul está localizado em: Rio Grande do Sul | Planalto, Gramado       | Rondas ostensivas e preventivas com veículos (carros, motos e bicicletas) | [ 42 ] |
| 3º Batalhão de Polícia de Área Turística | 3BPAT | Brigada Militar do Rio Grande do Sul está localizado em: Rio Grande do Sul | Centro, Bento Gonçalves | Rondas ostensivas e preventivas com veículos (carros, motos e bicicletas) | [ 42 ] |

| Órgão                                       | Sigla | Mapa                                                                       | Batalhão Principal | Objetivos                                                      | Ref.   |
| ------------------------------------------- | ----- | -------------------------------------------------------------------------- | ------------------ | -------------------------------------------------------------- | ------ |
| 3º Batalhão de Polícia de Área de Fronteira | 3BPAF | Brigada Militar do Rio Grande do Sul está localizado em: Rio Grande do Sul | Jaguarão           | Auxilio no controle fronteiriço e na entrada e saída do estado | [ 43 ] |
| 4º Batalhão de Polícia Militar              | 4BPM  | Brigada Militar do Rio Grande do Sul está localizado em: Rio Grande do Sul | Pelotas            | Rondas ostensivas e preventivas montadas a cavalo (cavalaria)  | [ 43 ] |
| 6º Batalhão de Polícia Militar              | 6BPM  | Brigada Militar do Rio Grande do Sul está localizado em: Rio Grande do Sul | Rio Grande         | Rondas ostensivas e preventivas montadas a cavalo (cavalaria)  | [ 43 ] |
| 30º Batalhão de Polícia Militar             | 30BPM | Brigada Militar do Rio Grande do Sul está localizado em: Rio Grande do Sul | Pelotas            | Rondas ostensivas e preventivas montadas a cavalo (cavalaria)  | [ 43 ] |

### Subordinados ao Chefe de Estado Maior
| Órgão                            | Sigla  | Localização                 | Objetivos                                                                           | Ref    |
| -------------------------------- | ------ | --------------------------- | ----------------------------------------------------------------------------------- | ------ |
| Centro de Produção da Informação | CPInfo | Partenon, Porto Alegre      | Pesquisar, criar e aperfeiçoar os equipamentos da corporação                        | [ 44 ] |
| Centro De Manutenção Tecnológica | CMTec  | Vila Assunção, Porto Alegre | Fazer a manutenção devida nos equipamentos tecnológicos já existentes na corporação | [ 44 ] |

| Órgão                                         | Sigla | Tipo        | Localização                     | Objetivos                                            | Ref    |
| --------------------------------------------- | ----- | ----------- | ------------------------------- | ---------------------------------------------------- | ------ |
| Hospital da Brigada Militar de Porto Alegre   | HBMPA | Hospital    | Vila Assunção, Porto Alegre     | Cuidados com a saúde dos militares e seus familiares | [ 45 ] |
| Hospital da Brigada Militar de Santa Maria    | HBMSM | Hospital    | Pres. Joao Goulart, Santa Maria | Cuidados com a saúde dos militares e seus familiares | [ 45 ] |
| Centro Médico-Odontológico da Brigada Militar | CMOBM | Policlinica | Centro Histórico, Porto Alegre  | Cuidados com a saúde dos militares e seus familiares | [ 45 ] |

| Órgão                                                        | Sigla     | Tipo                          | Localização  | Objetivos                                    | Ref    |
| ------------------------------------------------------------ | --------- | ----------------------------- | ------------ | -------------------------------------------- | ------ |
| Academia De Polícia Militar                                  | APM       | Centro de treinamento militar | Porto Alegre | Treinamento e aperfeiçoamento de militares   | [ 46 ] |
| Escola de Formação e Aperfeiçoamento de Sargentos            | EsFAS     | Centro de treinamento militar | Porto Alegre | Treinamento e aperfeiçoamento de militares   | [ 46 ] |
| Escola de Formação e Especialização de Soldados Montenegro   | EsFES Mn  | Centro de treinamento militar | Montenegro   | Treinamento e aperfeiçoamento de militares   | [ 46 ] |
| Escola de Formação e Especialização de Soldados Osório       | EsFES Os  | Centro de treinamento militar | Osório       | Treinamento e aperfeiçoamento de militares   | [ 46 ] |
| Escola de Formação E Especialização De Soldados Porto Alegre | EsFES PoA | Centro de treinamento militar | Porto Alegre | Treinamento e aperfeiçoamento de militares   | [ 46 ] |
| Escola de Educação Física da Brigada Militar                 | EsEF BM   | Centro de treinamento militar | Porto Alegre | Treinamento e aperfeiçoamento de militares   | [ 46 ] |
| Museu Da Brigada Militar                                     |           | Museu                         | Porto Alegre | Manter a memória e história da corporação    | [ 46 ] |
| Instituto De Pesquisa Da Brigada Militar                     | IPBM      | Centro de pesquisas           | Porto Alegre | Auxiliar em pesquisas de diversos ambitos    | [ 46 ] |
| Colégios Tiradentes da Brigada Militar Porto Alegre          | Ctbm Pa   | Colégio Militar               | Porto Alegre | Receber alunos do ensino fundamental e médio | [ 46 ] |
| Colégios Tiradentes da Brigada Militar Ijuí                  | Ctbm Ij   | Colégio Militar               | Ijui         | Receber alunos do ensino fundamental e médio | [ 46 ] |
| Colégios Tiradentes da Brigada Militar Passo Fundo           | Ctbm Pf   | Colégio Militar               | Passo Fundo  | Receber alunos do ensino fundamental e médio | [ 46 ] |
| Colégios Tiradentes da Brigada Militar Pelotas               | Ctbm Pel  | Colégio Militar               | Pelotas      | Receber alunos do ensino fundamental e médio | [ 46 ] |
| Colégios Tiradentes da Brigada Militar Santa Maria           | Ctbm Sm   | Colégio Militar               | Santa Maria  | Receber alunos do ensino fundamental e médio | [ 46 ] |
| Colégios Tiradentes da Brigada Militar Santo Angelo          | Ctbm Sa   | Colégio Militar               | Santo Angelo | Receber alunos do ensino fundamental e médio | [ 46 ] |
| Colégios Tiradentes da Brigada Militar São Gabriel           | Ctbm Sg   | Colégio Militar               | São Gabriel  | Receber alunos do ensino fundamental e médio | [ 46 ] |

## Veículos da Brigada Militar
A Brigada Militar possui diversos veículos em diversas áreas de atuações. Fazem parte dos veículos oficiais utilizados pela Brigada Militar: carros, motos, ônibus, aviões, helicópteros e até mesmo bicicletas. Os números de veículos não são divulgados pela corporação por motivos estratégicos, porém há o entendimento do uso dos mesmos modelos por todo estado.

### Veículos terrestres
Os veículos terrestres compõem a maioria dos veículos adquiridos pela corporação, sendo alguns deles com algumas modificações a serviço dos brigadianos, são eles:
| Veículo                                     | Imagem | Tipo            | Destino / Função                                                        | Ocupantes | Modificações                                                                                             | Ref.          |
| ------------------------------------------- | ------ | --------------- | ----------------------------------------------------------------------- | --------- | --- | ------------- |
| Bicicletas                                  |        | Bicicleta       | Patrulha em ambientes com alto fluxo de pedestres (parques, eventos...) | 1         | Bolsa com acessórios básicos para o trabalho polical                                                     | [ 47 ]        |
| Yamaha XTZ 250                              |        | Moto            | Patrulhas e rondas ostensivas                                           | 1         | | [ 48 ]        |
| Yamaha XT 660                               |        | Moto            | Patrulhas e rondas ostensivas                                           | 1         | | [ 49 ]        |
| Harley-Davidson 1690 CC                     |        | Moto            | Escolta de autoridades                                                  | 1         | | [ 50 ]        |
| Super Tenerê 1200 CC                        |        | Moto            | Escolta de autoridades e patrulha rodoviária                            | 1         | | [ 50 ]        |
| Versys Kawasaki 650 CC                      |        | Moto            | Escolta de autoridades e patrulha rodoviária                            | 1         | | [ 50 ]        |
| Honda XRE 300r                              |        | Moto            | Patrulhas e rondas ostensivas                                           | 1         | | [ 51 ]        |
| Toyota Hilux                                |        | Carro           | Patrulhas e rondas ostensivas                                           | 5         | Veículo semi-blindado (blindagem III-A)                                                                  | [ 52 ]        |
| Renault Duster                              |        | Carro           | Patrulhas e rondas ostensivas                                           | 5         | Veículo semi-blindado (blindagem III-A)                                                                  | [ 52 ]        |
| Toyota Corolla                              |        | Carro           | Patrulhas e rondas ostensivas                                           | 5         | | [ 53 ]        |
| Fiat Palio Weekend                          |        | Carro           | Patrulhas e rondas ostensivas                                           | 5         | | [ 53 ]        |
| Chevrolet S10 Advantage                     |        | Carro           | Patrulhas e rondas ostensivas                                           | 5         | | [ 54 ]        |
| Micro-ônibus Mascarello                     |        | Micro-ônibus    | Transporte de pessoal                                                   | 32        | | [ 55 ]        |
| Ônibus Mercedes benz                        |        | Ônibus          | Transporte de pessoal no batalhão de choque                             | 36        | Modificado para maior capacidade de equipamentos da tropa de choque                                      | [ 56 ]        |
| Ônibus Mercedes benz                        |        | Ônibus          | Transporte de pessoal geral                                             | 100       | | [ 52 ]        |
| Ônibus Mercedes benz                        |        | Ônibus          | Base-móvel comunitária                                                  | 6         | Modificada com estações de rádio patrulha, cozinha, banheiro e sala de reuniões                          | [ 57 ]        |
| Veículo modificado blindado (+ de 1 modelo) |        | Ônibus / furgão | Controles de distúrbios e crises                                        | 21        | Modificado com alta blindagem, escotilha, canhão de água, câmera de monitoramento e torre de observação. | [ 58 ] [ 59 ] |
| Peugeot Partner                             |        | Furgão          | Transporte geral                                                        | 7         | | [ 54 ]        |

### Veículos aéreos
Os Veículos aéreos são exclusivamente operados pelo Batalhão de Aviação da Brigada Militar porem estão disponíveis a qualquer apoio necessário por todo estado. Cumprem missões que variam entre  perseguições,  busca e salvamento, transporte humano (forças policiais ou autoridades), UTI aérea e até transporte de órgãos para doação.
| Nome                      | Imagem ilustrativa                                                      | Tipo            | Destino / Função                                                | Ocupantes | Ref.   |
| ------------------------- | ----------------------------------------------------------------------- | --------------- | --------------------------------------------------------------- | --------- | ------ |
| MD 500 Notar              |                                                                         | Helicóptero     | Patrulhas, apoio em operações, transporte... (multi-utilitário) | 5         | [ 64 ] |
| Ecureuil/Esquilo AS350B   |                                                                         | Helicóptero     | Patrulhas, apoio em operações, transporte... (multi-utilitário) | 5         | [ 64 ] |
| Bell 430                  |                                                                         | Helicóptero     | Patrulhas, apoio em operações, transporte... (multi-utilitário) | 8         | [ 64 ] |
| Schweizer S300            | PH-DIB Schweizer 269C-300C at Hilversum Airport (ICAO EHHV), photo1.JPG | Helicóptero     | Patrulhas e apoio em operações                                  | 3         | [ 64 ] |
| AW119 Koala               |                                                                         | Helicóptero     | Patrulhas, apoio em operações, transporte... (multi-utilitário) | 6         | [ 64 ] |
| AMT-100 Ximango           |                                                                         | Avião Monomotor | Transportes em geral                                            | 2         | [ 64 ] |
| Embraer EMB-710           |                                                                         | Avião Monomotor | Transporte em geral                                             | 4         | [ 64 ] |
| Embraer EMB-711           |                                                                         | Avião Monomotor | Transporte em geral                                             | 4         | [ 64 ] |
| Cessna 210                |                                                                         | Avião Monomotor | Transporte em geral                                             | 5         | [ 64 ] |
| Beechcraft Bonanza A-36   |                                                                         | Avião Monomotor | Transporte em geral                                             | 5         | [ 64 ] |
| Piper PA-23               |                                                                         | Avião Bimotor   | Transporte em geral                                             | 6         | [ 64 ] |
| Piper Seneca              |                                                                         | Avião Bimotor   | Transporte em geral                                             | 6         | [ 64 ] |
| Beechcraft Super King Air |                                                                         | Avião Bimotor   | Transporte em geral                                             | 13        | [ 64 ] |

## Armamento
A Brigada Militar emprega diversos tipos de armamentos para diversas funções, existem dês de armamentos letais á armamentos menos letais. Alguns armamentos só estão disponíveis para alguns batalhões específicos. Grande parte dos armamentos é da marca Taurus tendo em vista que a fábrica possui unidades no Rio Grande do Sul e a segurança do estado também é um interesse particular da marca, os armamentos empregados são os seguintes:
| Nome                         | Tipo             | Letalidade  | Munição             | Ref.   |
| ---------------------------- | ---------------- | ----------- | ------------------- | ------ |
| Taurus TS9                   | Pistola          | Letal       | Calibre 9 mm        | [ 65 ] |
| IMBEL TC40                   | Pistola          | Letal       | Calibre .40         | [ 66 ] |
| Taurus TH Hammer             | Pistola          | Letal       | Calibre 9 mm        | [ 66 ] |
| Taurus T4                    | Fuzil/Carabina   | Letal       | Calibre 5.56        | [ 67 ] |
| Taurus CTT 40                | Fuzil/Carabina   | Letal       | Calibre .40         | [ 68 ] |
| IMBEL IA2                    | Fuzil/Carabina   | Letal       | Calibre 5.56        | [ 69 ] |
| ParaFAL 7,62                 | Fuzil            | Letal       | Calibre 7,62        | [ 70 ] |
| Boito Cal12                  | Espingardas      | Letal       | Calibre 12          | [ 71 ] |
| Boito Cal12                  | Espingardas      | Menos Letal | Munição de borracha | [ 71 ] |
| Bastões retráteis táticos    | Tonfa            | Menos Letal | Não se aplica       |        |
| Spray de Pimenta             | Spray de Pimenta | Menos Letal | Não se aplica       |        |
| Taser                        | Arma de choque   | Menos Letal | Não se aplica       |        |
| Granada de efeito moral      | Granada          | Menos Letal | Não se aplica       |        |
| Granada com gás lacrimogênio | Granada          | Menos Letal | Não se aplica       |        |

## Apreensões
Trimestralmente a Secretaria de Segurança Pública do estado do Rio Grande do Sul publica informações sobre o trabalho da Brigada Militar, nessas informações são relatados os numeros de armamentos, drogas e atuações feitas por parte da Brigada Militar. Este processo ocorre por meio da responsabilidade de transparência da corporação.